# Číška (zbraně)
Číška je část sportovní (šermířské) zbraně chránící ruku šermíře před zásahem soupeře.
Vznikla postupným vývojem z pleteného koše (koše ze železných úponků). Koš se začal prosazovat v době postupného rozšiřování palných zbraní, kdy nemohla být ruka chráněna železnou rukavicí, aby mohla manipulovat se spouští zbraně. Koš se tak stal hlavní ochranou před zásahy do prstů.
Dnes se používá také při klasickém krytu, kdy je soupeřova čepel uchycena na dvou bodech zbraně vlastní – jeden z bodů je umístěn zhruba v jedné třetině čepele (měřeno od číšky), zatímco druhý je na okraji číšky. Tím vzniká stabilní „úchop“ zbraně soupeře poskytující výhodnou páku pro její usměrnění mimo vlastní zásahovou plochu. Pokud soupeř navíc pokračuje v dopředném pohybu, dochází k posunu průsečíku čepelí směrem k číšce kryjícího šermíře, což způsobuje stále větší výchylku jeho hrotu.

## Číška ve sportovním šermu
Číška je pravidly popsána v materiálové části (m. 5 a navazující) a liší se dle jednotlivých zbraní. Obecně platí, že může být vypuklá, vyrobená z lehce lesklého materiálu a nesmí obsahovat žádnou část, o kterou by se mohla zachytit soupeřova čepel. To se týká zejména okrajů číšky, které nesmějí být zdviženy.
Za součást číšky se považuje i elektroinstalace zbraně, tedy můstek sloužící k zapojení elektrické šňůry a ve fleretu a v kordu dráty izolované od průsečíku čepele a číšky až k ukotvení v můstku.
Ve fleretu a kordu je navíc povinné používat polstrování o šířce nejvýše 2 cm, které kryje elektroinstalaci a tlumí nárazy. Polstrování nesmí v žádném případě zvyšovat ochranu ruky šermíře před zásahy soupeře.

### Fleret
Fleretová číška poskytuje ruce nejmenší ochranu. Na rozdíl od šavle a kordu je číška symetrická, tedy konstruována tak, aby čepel procházela jejím středem. Šířka číšky musí být v rozmezí 9,5 až 15 cm (celá zbraň musí beze zbytku projít dutým válcem o průměru 12 cm a délce 15 cm, přičemž osa válce musí být souběžná s osou čepele).
Fleretová číška je mělká, jen lehce vypouklá. 

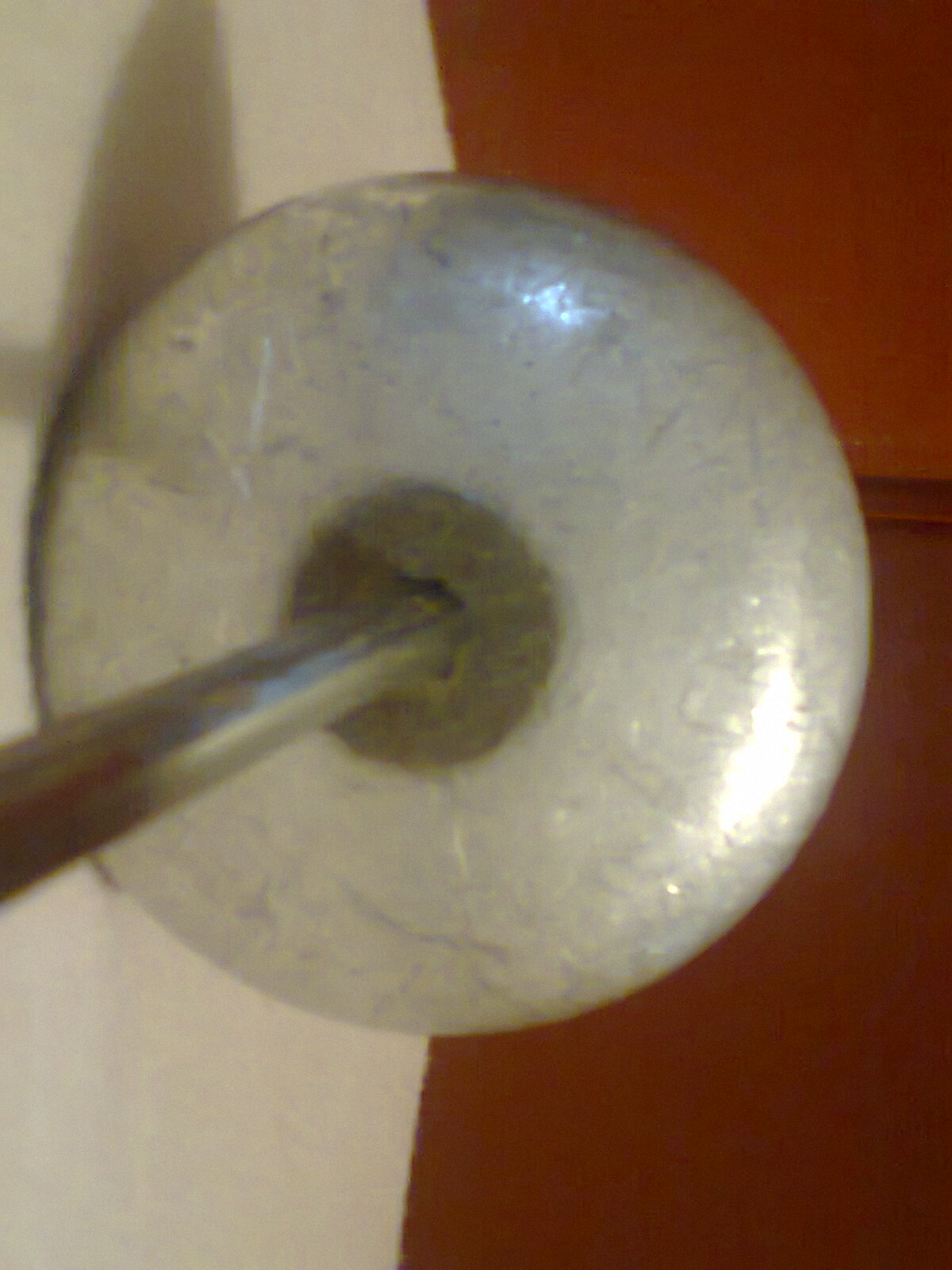
Fleretová číška je zepředu symetrická...
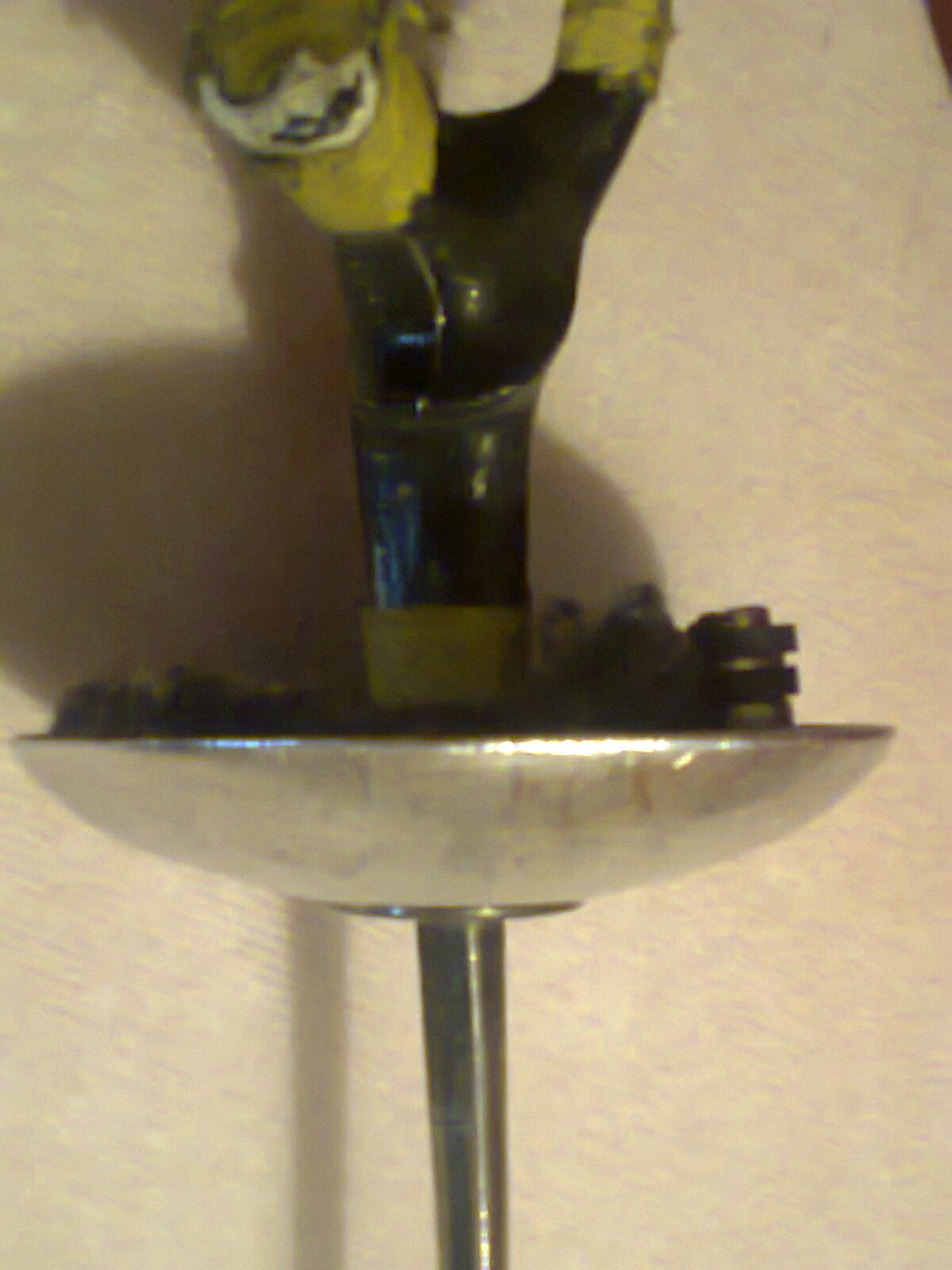
...z boku jen mírně vypouklá

### Kord
U kordu musí zbraň projít válcem o průměru 13,5 cm a délce 15 cm, což omezuje její šířku na 13,5 cm. Na rozdíl od fleretu je číška excentrická a hluboká 3–5,5 cm. Excentričnost je omezena na 3,5 cm (tedy čepel nesmí procházet číškou dále než 3,5 cm od jejího středu).

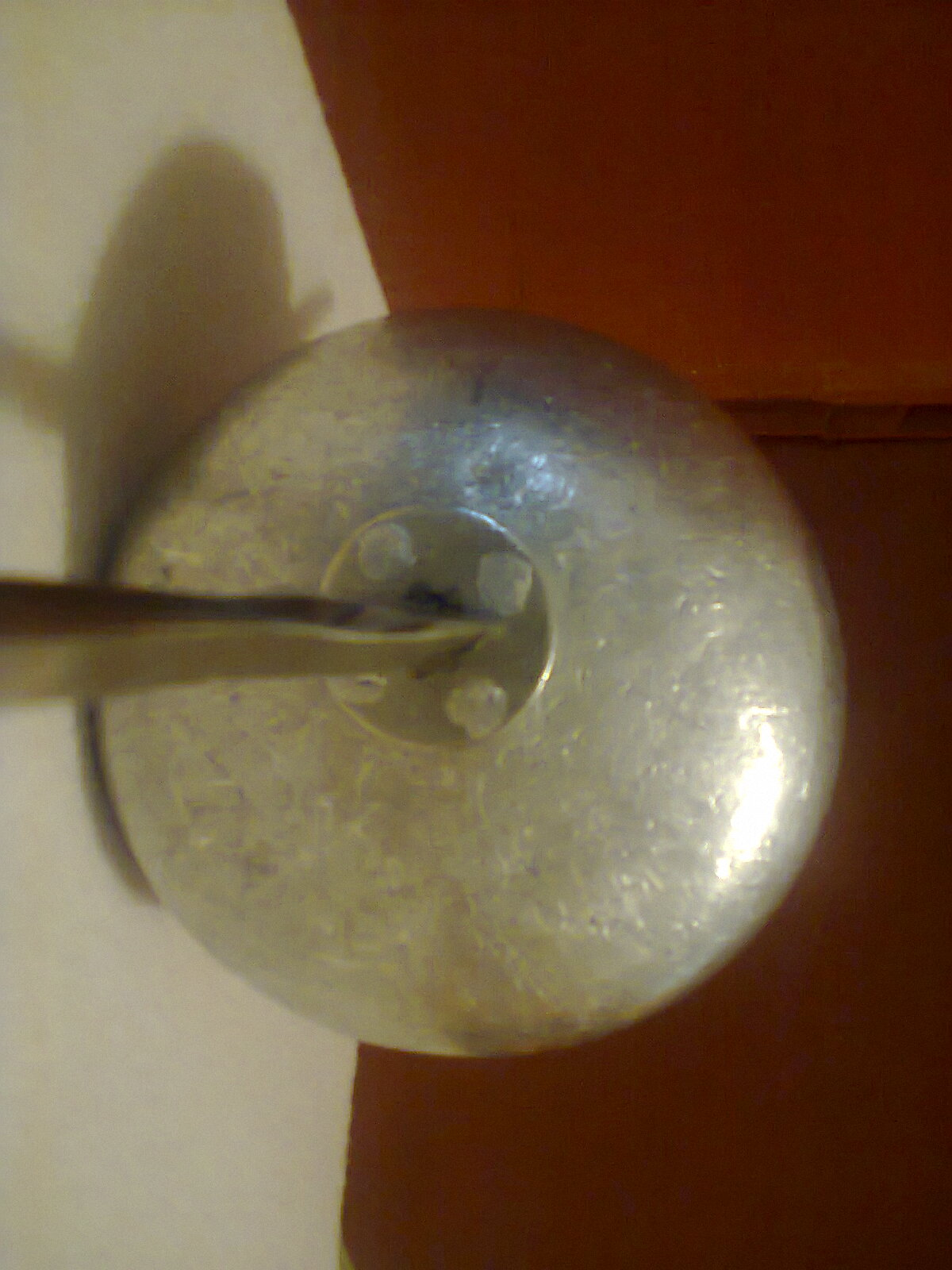
Kordová číška je zepředu asymetrická...
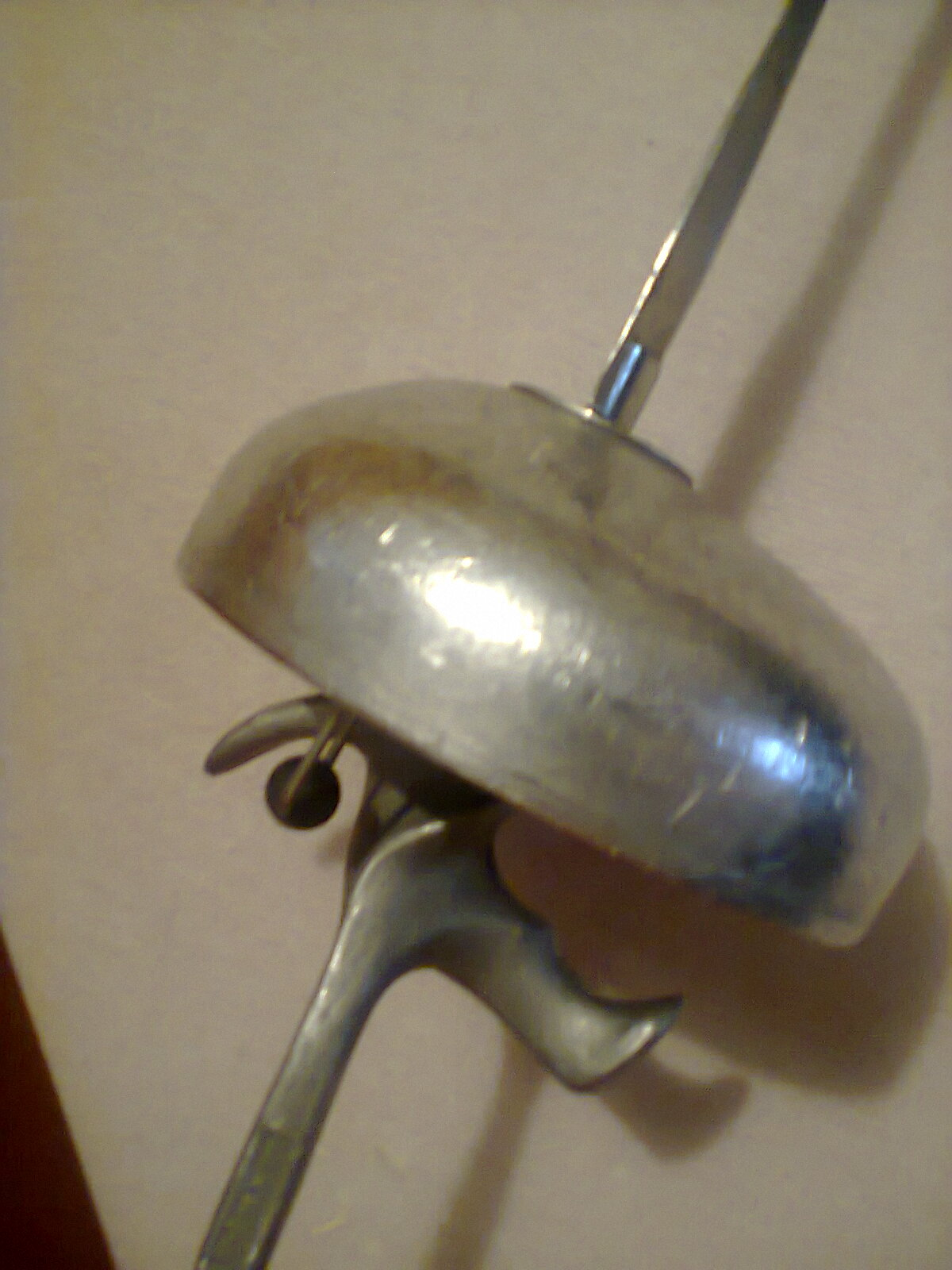
...z boku výrazněji vypouklá (oba obrázky ukazují kord držený v levé ruce)

### Šavle

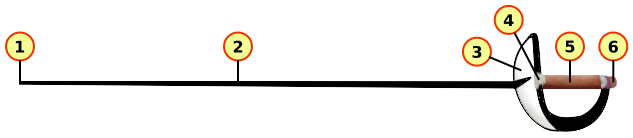
Sportovní šavle

Šavle jako jediná ze sportovních zbraní používá číšku, která není kruhového tvaru. Musí mít plynulý konvexní tvar bez záhybů nebo otvorů, o šířce maximálně 14 cm a výšce do 15 cm.  Celá číška se musí vejít do kvádru o šířce 14 cm, vysokého a dlouhého 15 cm.